# Nikodem Zubrzycki
Nikodem Zubrzycki – rytownik lwowski czynny na przełomie XVII i XVIII wieku. Autor szeregu drzeworytów wykonanych dla monasteru św. Katarzyny na Synaju. Niektóre z nich przechowywane są w kolekcji Princeton University Library.